# Принс, Пит
Питер Йоаннес (Пит) Принс (нидерл. Pieter Joannes "Piet" Prins; 26 сентября 1891, Весп — ?) — нидерландский футболист, игравший на позиции нападающего, выступал за амстердамские команды АФК и «Аякс». В сезоне 1918/19 занимал в «Аяксе» должность комиссара.

## Спортивная карьера
В апреле 1908 года Пит Принс вступил в футбольный клуб АФК в качестве кандидата. Первоначально он играл за третий состав, а также обслуживал футбольные матчи среди кадетов в качестве судьи. В сентябре 1910 года Принс окончательно стал членом АФК.
В октябре 1913 года стал игроком «Аякса». В составе клуба дебютировал 12 октября в матче чемпионата Нидерландов против команды ВОК из Роттердама, сыграв на позиции центрального нападающего — дома на стадионе «Хет Хаутен» амстердамцы проиграли со счётом 0:1. Издание De Telegraaf отмечало, что после нескольких лет пребывания в Англии, Принс стал очень полезным центрфорвардом, однако были и возражения относительно того, что он живёт не рядом с «Аяксом», а в Гамбурге. 19 октября забил свой первый гол, поразив ворота ДФК. 2 ноября отметился голом на выезде в Утрехте, принеся своей команде победу над УВВ со счётом 2:3. В чемпионате Пит сыграл 10 матчей и забил четыре гола. Он покинул команду в марте 1914 года ещё до окончания сезона, а его место в составе занял Ян ван Дорт.
В октябре 1914 года вернулся в свой бывший клуб АФК, играл за основную команду, но спустя год вернулся в «Аякс». После возвращения Пит стал играть на позиции защитника за третий состав «Аякса», где также играли Антон Бёйен и Андре де Крёйфф. В 1916 году его младший брат Ари Мария стал выступать за четвёртую команду «Аякса», играл на протяжении двух сезонов. За резервные команды Пит играл до 1922 года, а в 1918 года сыграл несколько матчей за основную команду «Аякса» на турнире в Амстердаме. В сезоне 1918/19 занимал в клубе должность комиссара.

## Личная жизнь
Питер Йоаннес родился в сентябре 1891 года в городе Весп на севере Нидерландов. Отец — Хенрикюс Йоханнес Принс, был родом из Амстердама, мать — Лейше Мария ван Оствен, родилась в семье фермера в Весперкарспеле. Помимо Пита, в семье было ещё двое сыновей — Ари Мария и Хенрикюс Йоханнес.
В 1900-х годах семья Принсов проживала на востоке Амстердама по адресу Линнаустрат 76, где на первом этаже этого дома располагалась кондитерская лавка отца, а в 1910-х годах перебрались в Ватерграфсмер на Ньивевег дом 44. Глава семейства в разное время работал офисным служащем, торговым агентом и торговцем. В июне 1918 года их дом обокрали неизвестные, похитив большое количество серебряных предметов.
Женился в возрасте двадцати четырех лет — его супругой стала 23-летняя британка Этель Поли, уроженка Лондона. Их венчание состоялась 27 ноября 1915 года в церкви Сент-Джеймса в Палмерс Грин на севере Лондона. В сентябре 1917 года у них родился сын Дуглас Раймонд. В феврале 1935 года Пит сменил своё имя на Питер Джон Принс (англ. Peter John Prince) и дал Клятву верности для получения сертификата натурализации. Его сын в декабре 1939 года вступил в Даремский лёгкий пехотный полк — умер 16 июля 1945 года в должности лейтенанта, похоронен на кладбище Хедингтон в Оксфорде.
Был директором торговой компании «Albert Sterk & Co», основанной в Амстердаме. В 1934 году стал владельцем отеля «The White Hart Hotel» в Окхемптоне в графстве Девон, заплатив за него 13 тысяч фунтов. В первый год Принс получил прибыль в размере 647 фунтов стерлингов, но через несколько лет бизнес пошёл на убыль и в 1939 году его торговый убыток составил уже 590 фунтов. В июле 1940 года обратился в суд по делам о банкротстве в Плимуте, с просьбой провести публичную экспертизу его бизнеса. По словам Принса, он намеревался продать отель и поправить свои финансовые дела, но офицер службы неплатежеспособности попросил остановить продажу, поскольку она недостаточно рекламируется.
Я был по всему миру, но никогда не был в Девоне. Я отправился со своей женой в поездку и мы были настолько поглощены красотой этого места, что решили, хотим устроиться здесь. Если мои инвестиции будут возмещены, то я смогу заплатить своим кредиторам.Пит Принс, июль 1940 года